# Comté de Campaspe

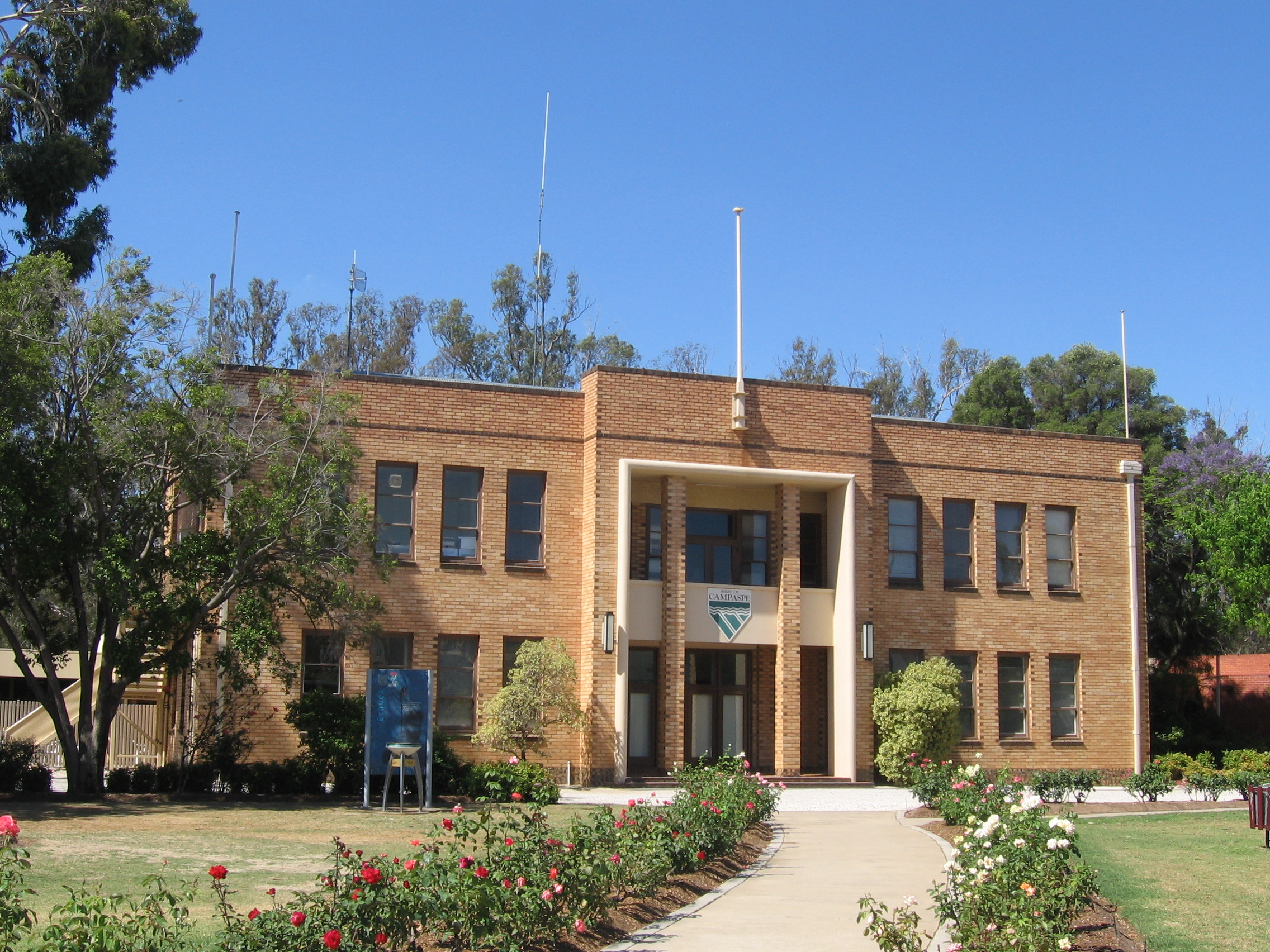
Le siège du conseil du comté de Campaspe à Echuca.

Le comté de Campaspe est une zone d'administration locale dans le nord du Victoria en Australie.
Il résulte de la fusion en 1995 de la ville d'Echuca et des comtés de Deakin, Rochester, waranga, de la ville de Kyabram et partiellement du comté de Rodney.
Le comté comprend les villes d'Echuca, Girgarre, Kyabram, Rochester, Tongala et Rushworth.